# 竹篙镇
竹篙镇，是中华人民共和国四川省成都市金堂縣下辖的一个乡镇级行政单位。2019年12月，撤销广兴镇，将其所属行政区域划归竹篙镇管辖。

## 行政区划
竹篙镇下辖以下地区：
竹篙寺社区、青松社区、常乐社区、凉水井村、红观音村、老虎寨村、凤凰村、马鞍村、八棵松村、天宝寨村、金华村、半边街村、金简河村和道沟湾村。